# 한국프로댄스스포츠연맹
한국프로댄스스포츠연맹(韓國프로댄스스포츠聯盟, Korea Professional Dance Sport Federation, KPDSF)은 대한민국의 프로 댄스스포츠를 관할했던 스포츠 행정 기구이다.

## 같이 보기
- 대한민국댄스스포츠연맹
- 대한브레이킹경기연맹